# Traktat w Compiègne (1624)
Traktat w Compiègne – traktat zawarty 10 czerwca 1624 roku pomiędzy Królestwem Francji oraz Królestwem Anglii i Republiką Zjednoczonych Prowincji, jako porozumienie skierowane przeciwko Habsburgom.
Powstało w efekcie przewagi koalicji habsbursko–katolickiej w pierwszych fazach wojna trzydziestoletniej, co zagrażało interesom Francji oraz było groźne dla rozwoju protestantyzmu w Europie. Po miesiącu do utworzonego w Compiègne sojuszu dołączyły się Szwecja, Królestwo Danii i Norwegii, Księstwo Sabaudii-Piemontu i Republika Wenecka.